# Rito africano

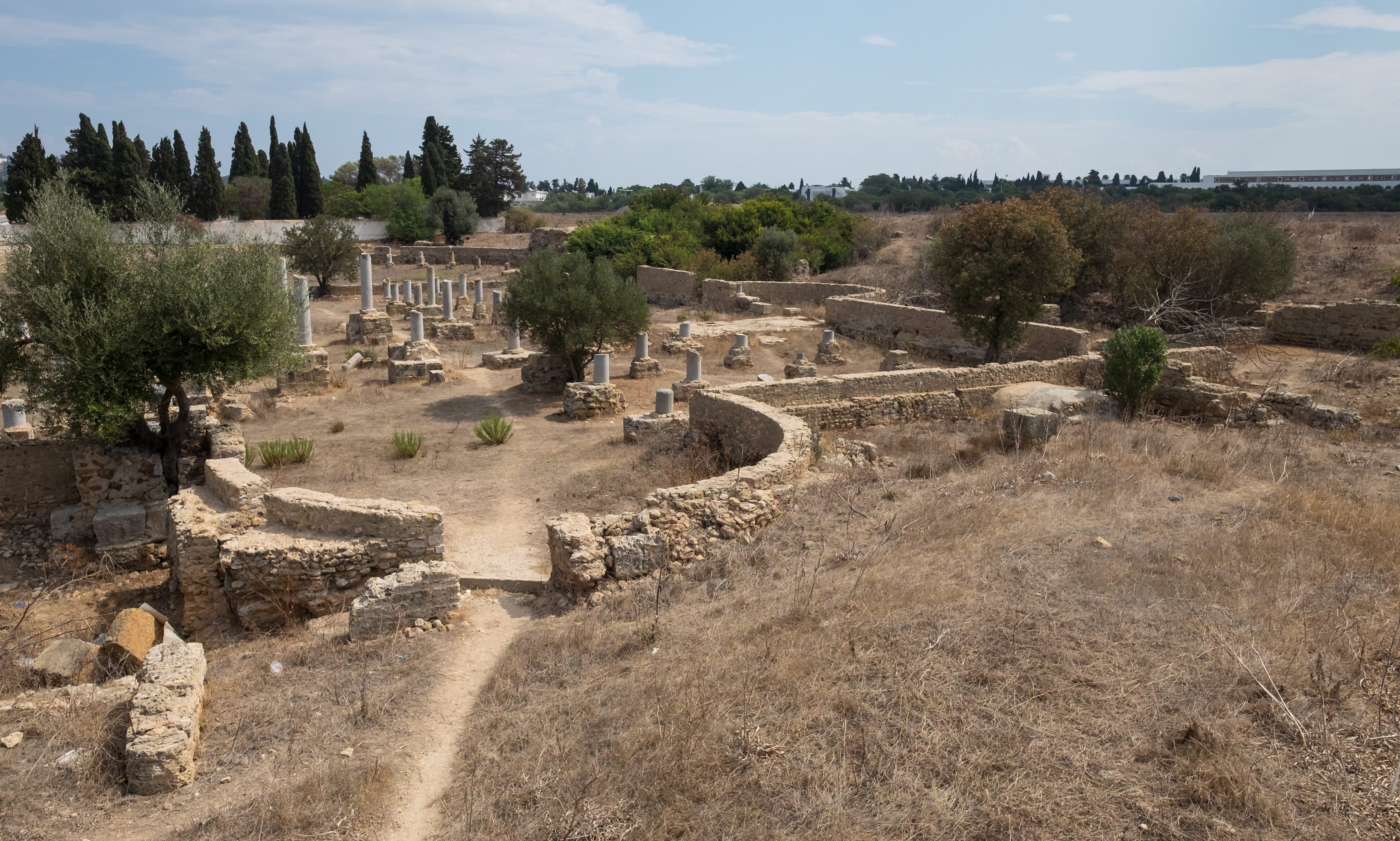
Ruinas de la Basílica de Damous El Karita, uno de los principales monumentos paleocristianos en el sitio arqueológico de Cartago.

El rito africano era el rito litúrgico usado por las comunidades cristianas de la provincia romana de África, Numidia y Mauritania. Se trata posiblemente del rito latino más antiguo, ya que la liturgia de África noroccidental usaba la lengua latina al menos desde mediados del siglo III, mucho antes de que la Iglesia de Roma abandonara el griego y adoptara el latín como lengua litúrgica. A partir de la liturgia africana se habrían formado en gran parte la liturgia hispánica y la galicana; incluso, es probable que algunos rasgos del canon del rito romano hayan tenido su origen en una primitiva anáfora africana.
Aunque este rito litúrgico se usaba ya en tiempos de Cipriano de Cartago, sus estructuras rituales no se encuentran documentadas; entre los siglos III y VI solo se cuenta con testimonios indirectos de su existencia en las obras de los padres de la Iglesia africana, más específicamente, Tertuliano, el mismo Cipriano y Agustín de Hipona, así como referencias de usos y espacios litúrgicos de los concilios de estas provincias de África. No obstante, debido a su antigüedad y posible influencia sobre otros ritos latinos, el estudio de la liturgia africana sucita un particular interés.
La pérdida de los libros litúrgicos de este rito puede deberse a la situación de inestabilidad extrema de las provincias donde se desarrollaba, primero por la invasión de los vándalos, luego la campaña militar de los bizantinos para restaurar el Imperio romano y finalmente la conquista árabe. Solo se han conservado restos muy incompletos de un salterio y fragmentos de un leccionario y de un antifonario, todos ellos del siglo IX.
Se ha propuesto que luego de la conquista de Justiniano, a mediados del siglo VI, en África noroccidental se impuso el rito bizantino, debido a que gran cantidad de restos arqueológicos de complejos eclesiásticos en la región evidencian que hubo remodelaciones en los espacios litúrgicos; sin embargo, la mayoría de estas reformas en las basílicas norteafricanas no han podido fecharse científicamente.